# Заболонник уссурийский грабовый
Заболонник уссурийский грабовый, или заболонник грабовый (лат. Scolytus claviger) — насекомое, жук короед из рода заболонники, распространённый на территории Российской Федерации (Приморский край), Японии и Кореи. Повреждает граб сердцелистный (Carpinus cordata).
Длина тела взрослых насекомых 3—5,2 мм. Тело чёрное, блестящее.
Для имаго данного вида характерных следующие эйдономические признаки:
- точки в бороздках на надкрыльях крупнее, чем точки на промежутках между бороздками; задняя часть надкрылий покрыта редкими короткими волосками, которые более густые у шва;
- брюшко вогнутое; латеральные (боковые) края третьего и четвёртого стернитов брюшка мозолевидно утолщены, которые более явные у самцов; на втором стерните брюшка у самцов имеется тупой загнутый кверху зубец, который плоско утолщён на конце, у самок зубец расположен посередине второго тергита брюшка.